# Groombridge (Band)
Groombridge (Eigenschreibweise GROOMBRIDGE) ist eine Schweizer Band aus Burgdorf. Ihre Musik wird den Stilen Alternative Rock und Progressive Rock zugeordnet.

## Bandgeschichte

### Anfänge (2001 bis 2010)
Groombridge formierte sich im Jahre 2001 aus «Dyle» Christian Berger (Leadgesang, Gitarre, Synthesizer) und Samuel W. Hefti (Piano, Synthesizer) in Bern. Etwas später stiessen «Sky» (Lukas) Breitenstein (Schlagzeug), «Fibe» Philipp Hirschi (Gitarre, Gesang, Synthesizer) und «Hessty» Thomas Hess (Gitarre, Gesang, Synthesizer) aus dem Freundeskreis der beiden hinzu. Samuel verliess 2003 die Band, nachdem klar war, dass er ein Filmstudium in Paris aufnehmen kann. Bis heute arbeitet er immer wieder bei Clips und Videos mit der Band zusammen. Abhinay Agarwal komplettierte die Band von 2004 bis 2006 am Bass. Die Band benannte sich nach einem Dorf in England namens Groombridge.
Im 2004 nahm die Band ihre erste EP Bass Doctor Elvis auf, welche bereits in kleineren Radios gespielt wurde und der Bands zu weiteren Auftritten verhalf. Nach dem Verlassen von Abhinay spielte die Band im Jahre 2006 ihr erstes Album Phrases from the Second Floor mit Kaspar Hochuli ein. Dieser begleitete die Band als Sessionmusiker bis 2007 «Sili» Silvan Grütter den Bass übernahm. Das Album hatte eine gute Resonanz und einige Songs davon werden bis heute in den Radios gespielt. Aufgenommen wurde es in den Hardstudios in Winterthur in Zusammenarbeit mit Martin Ruch (Bonaparte, Vienna Art Orchestra, Swiss Jazz Orchestra etc.) und Christoph Steiner (Hildegard lernt fliegen), welche bis heute grossen Einfluss auf die Band haben und auch bei allen weiteren Alben mitgearbeitet haben.
Nach der Veröffentlichung begab sich Groombridge Ende 2007 auf die Emergertour, welche quer durch Europa führte. In Deutschland, Belgien, den Niederlanden, Dänemark und England fanden Konzerte statt. Die Band machte sich ohne grössere Vorbereitungen in einem selbst umgebauten Wohnwagen auf den Weg. Die Tour wurde von der Zeitung 20 Minuten in einem Blog und zum Teil auch in Printausgaben mitverfolgt. Die Videoserie dazu ist noch immer auf dem Youtube-Channel von Groombridge zu sehen. 2010 nahm die Band ihr zweites Studioalbum Customers From Hell im Planet Roc Studio in Berlin auf. Auch dieses Album hatte positive Kritiken und verhalf der Band zu Auftritten auf dem Gurtenfestival und grösseren Konzertlokalen in der Schweiz.

### Seit 2011
Im Jahr 2011 ging die Band auf die erste von drei China-Tourneen. Zwei weitere und grössere Tourneen folgten im Jahre 2013 und 2014. Die Konzerte fanden auf Open Airs und an Universitäten statt und wurden jeweils von 500 bis mehreren tausend Zuschauern besucht. Aus diesem Abenteuer entstand die Tourdoku Für euch isches Easy, welche in ca. 50 Minuten die zweite Reise von Groombridge dokumentiert. Der Film ist auf der Webseite der Band und auf Youtube zu sehen und lässt spannende Einblicke in das Leben einer Band auf Tour zu. Bis heute wird die Band immer wieder mit diesen Tourneen konfrontiert und häufig über das Leben in China befragt.
Im Jahr 2013 nahm die Band zwischen den beiden China-Tourneen das dritte Studioalbum Panic: We Are Hanging Here auf. Dieses Album wurde von den Kritikern zwar gelobt, aber doch als bisher schwächstes Album bewertet.
Nach schwerwiegenden Krankheiten zweier Söhne von Dyle nahm die Band 2015 das Album Boy from the Golden City auf. Dabei handelt es sich um ein Konzeptalbum, welches ausschliesslich von der Verarbeitung dieser Ereignisse handelte. Dieses Album hatte grosse Resonanz und wurde schweizweit in Radios gespielt. Auch international wurde dem Album einiges an Beachtung geschenkt. Der Veröffentlichung wurde ein Buch beigelegt, das die letzte China-Tour in Form von Fotos dokumentiert.
2017 erschien mit Der Specht das bisher letzte Album von Groombridge. Zur Promotion entwarfen sie einen 15-minütigen Kurzfilm, der vier Songs aus dem Album beinhaltete.

## Musikstil
Musikalisch bewegen sich Groombridge im Alternative Rock und Progressive Rock. Gelegentlich wird der Stil auch als Art-Rock bezeichnet. Musikalische Einflussgrössen sind Radiohead, Deftones und Pearl Jam. Die Musik ist dabei sehr wechselhaft gehalten, wuchtig und vollgepackt mit einer Vielzahl von Ideen. Neben Rock sind auch experimentelle Anteile sowie elektronische Musik in der Musik enthalten. Weitere Songs erinnern an den Psychedelic Rock der 1970er. Die Musik wurde im Laufe der Bandgeschichte eher härter als softer.

## Diskografie
Alben
- 2007: Phrases from the Second Floor (Eigenproduktion)
- 2010: Customers froM Hell (Eigenproduktion)
- 2013: Panic: We Are Hanging Here… (Eigenproduktion)
- 2015: Boy from the Golden City (Eigenproduktion)
- 2017: Der Specht (Eigenproduktion)

Singles und EPs
- 2004: Bass Doctor Elvis (Eigenproduktion)
- 2014: Panic: We Are Hanging Here… China – Remix (Eigenproduktion)
- unbekanntes Jahr: Live at Indie Block (Eigenproduktion)